# Tomáš Košický
Tomáš Košický (Bratislava, 11 marzo 1986) è un calciatore slovacco, portiere del Vítkovice.

## Carriera

### Club
Nel 2006 entra nella rosa dell'Inter Bratislava ma in due anni colleziona solo 12 presenze.
Arriva al Catania nell'estate 2008. Ha esordito in Serie A il 26 aprile 2009 in Lecce-Catania (2-1).
Nella stagione 2011-2012 ha esordito l'8 febbraio 2012 giocando i restanti 25 minuti più recupero della partita Catania-Roma (1-1) sospesa per pioggia il 14 gennaio 2012.
Il 22 giugno 2012, passa al Novara a titolo definitivo nell'ambito del ritorno di Takayuki Morimoto al Catania.

### Nazionale
Nelle qualificazioni al campionato europeo Under-21 2009 ha totalizzato tre presenze nella nazionale slovacca Under-21.
Ha esordito in nazionale maggiore il 19 novembre nell'amichevole pareggiata 0-0 contro Gibilterra.

## Statistiche

### Presenze e reti nei club
Statistiche aggiornate al 19 maggio 2019.
| Stagione                | Squadra                 | Campionato              | Campionato | Campionato | Coppe nazionali | Coppe nazionali | Coppe nazionali | Coppe continentali | Coppe continentali | Coppe continentali | Altre coppe | Altre coppe | Altre coppe | Totale | Totale |
| Stagione                | Squadra                 | Comp                    | Pres       | Reti       | Comp            | Pres            | Reti            | Comp               | Pres               | Reti               | Comp        | Pres        | Reti        | Pres   | Reti   |
| ----------------------- | ----------------------- | ----------------------- | ---------- | ---------- | --------------- | --------------- | --------------- | ------------------ | ------------------ | ------------------ | ----------- | ----------- | ----------- | ------ | ------ |
| 2005-2006               | Inter Bratislava        | CL                      | 7          | -18        | CS              | -               | -               | -                  | -                  | -                  | -           | -           | -           | 7      | -18    |
| 2006-2007               | Inter Bratislava        | CL                      | 5          | -6         | CS              | -               | -               | -                  | -                  | -                  | -           | -           | -           | 5      | -6     |
| 2007-2008               | Inter Bratislava        | SL                      | 0          | 0          | CS              | 0               | 0               | -                  | -                  | -                  | -           | -           | -           | 0      | 0      |
| Totale Inter Bratislava | Totale Inter Bratislava | Totale Inter Bratislava | 12         | -24        |                 | 0               | 0               |                    |                    |                    |             |             |             | 12     | -24    |
| 2008-2009               | Catania                 | A                       | 5          | -11        | CI              | 1               | 0               | -                  | -                  | -                  | -           | -           | -           | 6      | -11    |
| 2009-2010               | Catania                 | A                       | 1          | -1         | CI              | 0               | 0               | -                  | -                  | -                  | -           | -           | -           | 1      | -1     |
| 2010-2011               | Catania                 | A                       | 0          | 0          | CI              | 0               | 0               | -                  | -                  | -                  | -           | -           | -           | 0      | 0      |
| 2011-2012               | Catania                 | A                       | 3          | -3         | CI              | 0               | 0               | -                  | -                  | -                  | -           | -           | -           | 3      | -3     |
| Totale Catania          | Totale Catania          | Totale Catania          | 9          | -15        |                 | 1               | 0               |                    | -                  | -                  |             | -           | -           | 10     | -15    |
| 2012-2013               | Novara                  | B                       | 6          | -6         | CI              | 0               | 0               | -                  | -                  | -                  | -           | -           | -           | 6      | -6     |
| 2013-2014               | Novara                  | B                       | 39+1       | -51 + -2   | CI              | 2               | -3              | -                  | -                  | -                  | -           | -           | -           | 42     | -56    |
| Totale Novara           | Totale Novara           | Totale Novara           | 45+1       | -57 + -2   |                 | 2               | -3              |                    | -                  | -                  |             | -           | -           | 48     | -62    |
| 2014-2015               | Asteras Tripolīs        | SL                      | 21+1       | -21 + -0   | CG              | 1               | -1              | UEL                | 5                  | -10                | -           | -           | -           | 28     | -32    |
| 2015-2016               | Asteras Tripolīs        | SL                      | 4          | -4         | CG              | 0               | 0               | UEL                | 1                  | -1                 | -           | -           | -           | 5      | -5     |
| 2016-2017               | Asteras Tripolīs        | SL                      | 6          | -11        | CG              | 1               | -3              | -                  | -                  | -                  | -           | -           | -           | 7      | -14    |
| Totale Asteras Tripolis | Totale Asteras Tripolis | Totale Asteras Tripolis | 32         | -36        |                 | 2               | -4              |                    | 6                  | -11                |             | -           | -           | 40     | -51    |
| 2017-gen. 2018          | Hapoel Ra'anana         | Lh                      | 9          | -10        | CI              | 0               | 0               | -                  | -                  | -                  | -           | -           | -           | 9      | -10    |
| gen.-giu. 2018          | Debrecen                | NBI                     | 1          | -4         | CU              | 5               | -7              | -                  | -                  | -                  | -           | -           | -           | 6      | -11    |
| 2018-2019               | Debrecen                | NBI                     | 4          | -6         | CU              | 6               | -8              | -                  | -                  | -                  | -           | -           | -           | 10     | -14    |
| 2019-2020               | Debrecen                | NBI                     | 0          | 0          | CU              | 0               | 0               | UEL                | 0                  | 0                  | -           | -           | -           | 0      | 0      |
| Totale Debrecen         | Totale Debrecen         | Totale Debrecen         | 5          | -10        |                 | 11              | -15             |                    | 0                  | 0                  |             | -           | -           | 16     | -25    |
| Totale carriera         | Totale carriera         | Totale carriera         | 113        | -154       |                 | 16              | -22             |                    | 6                  | -11                |             | -           | -           | 135    | -187   |

### Cronologia delle presenze e reti in nazionale
| Cronologia completa delle presenze e delle reti in nazionale ― Slovacchia | Cronologia completa delle presenze e delle reti in nazionale ― Slovacchia | Cronologia completa delle presenze e delle reti in nazionale ― Slovacchia | Cronologia completa delle presenze e delle reti in nazionale ― Slovacchia | Cronologia completa delle presenze e delle reti in nazionale ― Slovacchia | Cronologia completa delle presenze e delle reti in nazionale ― Slovacchia | Cronologia completa delle presenze e delle reti in nazionale ― Slovacchia | Cronologia completa delle presenze e delle reti in nazionale ― Slovacchia |
| Data                                                                      | Città                                                                     | In casa                                                                   | Risultato                                                                 | Ospiti                                                                    | Competizione                                                              | Reti                                                                      | Note                                                                      |
| ------------------------------------------------------------------------- | ------------------------------------------------------------------------- | ------------------------------------------------------------------------- | ------------------------------------------------------------------------- | ------------------------------------------------------------------------- | ------------------------------------------------------------------------- | ------------------------------------------------------------------------- | ------------------------------------------------------------------------- |
| 19-11-2013                                                                | Gibilterra                                                                | Gibilterra                                                                | 0 – 0                                                                     | Slovacchia                                                                | Amichevole                                                                | -                                                                         |                                                                           |
| Totale                                                                    |                                                                           | Presenze                                                                  | 1                                                                         |                                                                           | Reti                                                                      | 0                                                                         |                                                                           |